# Trace
Trace je bila nizozemska rock skupina, ki jo je leta 1974 ustanovil Rick van der Linden, potem, ko je zapustil skupino Ekseption. Skupina je izdala tri studijske albume, nato pa se je združila v skupino Ekseption.

## Zgodovina
Leta 1973 so, potem, ko so izdali album Trinity, člani skupine Ekseption iz skupine odslovili Ricka van der Lindna. V tem času je bila skupina Ekseption v javnosti zelo znana, zato je »njihova« založba Philips dala van der Lindnu možnost, da ustanovi svojo novo skupino.
Januarja 1974 je van der Linden začel igrati z bobnarjem Petrom de Leeuwejem, s katerim sta skupaj igrala pri skupini Ekseption. Kmalu sta se razšla, van der Linden je namreč menil, da de Leeuwe ni zadosti dober zanj. Februarja je de Leeuweja zamenjal Pierre van der Linden, ki je oktobra 1973 zapustil skupino Focus. Za formiranje tria je Rick v skupino povabil še Jaapa van Eika, basista, ki je po mnenju mnogih eden izmed najboljših nizozemskih basistov. Skupina se je na začetku imenovala Ace (da bi opozorila na status superskupine), po odkritju britanske skupine z istim imenom, pa so se preimenovali v Trace.
9. septembra 1974 je trio izdal svoj prvi studijski album, imenovan Trace. Njihov drugi album, Birds, je izšel 1. januarja 1975. Tretji album, The White Ladies, pa je izšel leta 1976. Na njem so Ricka spremljali nekateri nekdanji člani skupine Ekseption, razen trobentača Reina van der Broeka. Leta 1978 je v skupino prišel tudi van den Broek, kmalu potem pa je iz te skupine znova nastala skupina Ekseption.

## Člani skupine
- Rick van der Linden - klaviature
- Pierre van der Linden - bobni, tolkala
- Jaap van Eik - bas kitara, kitara, vokal
- Ian Mosley - bobni, tolkala
- Cor Dekker - bas kitara
- Peter de Leeuwe - bobni, kitara
- Hans Jacobse - klaviature
- Hetty Smit – vokal
- Dick Remelink – saksofon, flavta

## Diskografija
- Trace (1974)
- Birds (1975)
- The White Ladies (1976)